# ماركو فو
ماركو فو كا تشون ((بالصينية: 傅家俊)) (من مواليد 8 يناير 1978) هو لاعب سنوكر من هونغ كونغ.
شارك في دورة الألعاب الآسيوية 2006 في الدوحة بقطر.

## روابط خارجية
- ماركو فو على موقع CueTracker.net (الإنجليزية)
- ماركو فو على موقع بطولة العالم للسنوكر (الإنجليزية)